# Demoso
Demoso (birmano: ဒီမောဆိုးမြို့) es una localidad del Estado Kayah de Birmania, capital del municipio homónimo en el distrito de Loikaw.
En 2014 tenía una población de 5621 habitantes, en torno a la duodécima parte de la población municipal.
La localidad fue fundada a mediados del siglo XX como un asentamiento en torno al embalse Ngwe Taung, construido en 1962.
Se ubica unos 15 km al sur de la capital estatal Loikaw, sobre la carretera 5 que lleva a Papun. Al oeste de la localidad sale una carretera que lleva a Taungoo.